# Pediasia pectinicornis
Pediasia pectinicornis là một loài bướm đêm trong họ Crambidae.